# Campionati europei di nuoto in vasca corta 2010 - 200 metri farfalla femminili
Le qualifiche per la finale si sono svolte la mattina del 25 novembre 2010, mentre la finale si è svolta la sera dello stesso giorno.

## Medaglie
| Posizione | Atleta              | Paese    |
| --------- | ------------------- | -------- |
| Oro       | Zsuzsanna Jakabos   | Ungheria |
| Argento   | Alessia Polieri     | Italia   |
| Bronzo    | Caterina Giacchetti | Italia   |

## Record
Prima della manifestazione il record del mondo (RM), il record europeo (EU) e il record dei campionati (RC) erano i seguenti.
| Record mondiale       | 2 min 0,78 s | Zige Liu Cina                 | 15 novembre 2009 Berlino, Germania             |
| Record europeo        | 2 min 3,01 s | Mireia Belmonte García Spagna | 26 novembre 2009 Castellón de la Plana, Spagna |
| Record dei campionati | 2 min 3,22 s | Aurore Mongel Francia         | 10 dicembre 2009 Istanbul, Turchia             |

Durante la competizione non sono stati migliorati record.

## Risultati batterie
| Pos. | Atleta                 | Nazionalità | Tempo         | Batteria | Corsia | Note |
| ---- | ---------------------- | ----------- | ------------- | -------- | ------ | ---- |
| 1    | Zsuzsanna Jakabos      | Ungheria    | 2 min 07,49 s | 2        | 5      |      |
| 2    | Caterina Giacchetti    | Italia      | 2 min 07,74 s | 1        | 5      |      |
| 3    | Alessia Polieri        | Italia      | 2 min 08,20 s | 2        | 3      |      |
| 4    | Ágnes Mutina           | Ungheria    | 2 min 08,23 s | 1        | 4      |      |
| 5    | Lara Grangeon          | Francia     | 2 min 08,80 s | 2        | 6      |      |
| 6    | Anja Klinar            | Slovenia    | 2 min 08,86 s | 2        | 7      |      |
| 7    | Paula Camino Estudillo | Spagna      | 2 min 09,04 s | 1        | 3      |      |
| 8    | Aurore Mongel          | Francia     | 2 min 09,30 s | 2        | 4      |      |
| 9    | Yana Martynova         | Russia      | 2 min 09,86 s | 1        | 6      |      |
| 10   | Boglárka Kapás         | Ungheria    | 2 min 09,91 s | 2        | 2      |      |
| 11   | Sara Freitas Oliveira  | Portogallo  | 2 min 10,06 s | 2        | 1      |      |
| 12   | Judit Ignacio Sorribes | Spagna      | 2 min 10,46 s | 1        | 2      |      |
| 13   | Jasmin Rosenberger     | Turchia     | 2 min 11,80 s | 1        | 7      |      |
| 14   | Spela Bohinc           | Slovenia    | 2 min 16,84 s | 1        | 1      |      |
| 15   | Shir Wasserman         | Israele     | 2 min 17,59 s | 2        | 8      |      |

## Finale
| Pos. | Atleta                 | Nazionalità | Tempo         | Corsia | Note |
| ---- | ---------------------- | ----------- | ------------- | ------ | ---- |
|      | Zsuzsanna Jakabos      | Ungheria    | 2 min 05,58 s | 4      |      |
|      | Alessia Polieri        | Italia      | 2 min 06,18 s | 3      |      |
|      | Caterina Giacchetti    | Italia      | 2 min 06,49 s | 5      |      |
| 4    | Ágnes Mutina           | Ungheria    | 2 min 07,29 s | 6      |      |
| 5    | Aurore Mongel          | Francia     | 2 min 07,74 s | 8      |      |
| 6    | Anja Klinar            | Slovenia    | 2 min 07,97 s | 7      |      |
| 7    | Paula Camino Estudillo | Spagna      | 2 min 09,07 s | 1      |      |
| 8    | Lara Grangeon          | Francia     | 2 min 11,96 s | 2      |      |